# Округ Вал Верди (Тексас)
Округ Вал Верди (енгл. Val Verde County) је округ у америчкој савезној држави Тексас. По попису из 2010. године број становника је 48.879.

## Демографија
Према попису становништва из 2010. у округу је живело 48.879 становника, што је 4.023 (9,0%) становника више него 2000. године.
| Група             | 2000.          | 2010.          |
| Белци             | 9.734 (21,7%)  | 8.548 (17,5%)  |
| Афроамериканци    | 690 (1,5%)     | 746 (1,5%)     |
| Азијати           | 248 (0,6%)     | 238 (0,5%)     |
| Хиспаноамериканци | 33.849 (75,5%) | 39.199 (80,2%) |
| Укупно            | 44.856         | 48.879         |